# 塞沃德山脈
72°26′S 66°15′W / 72.433°S 66.250°W
塞沃德山脈（英語：Seward Mountains）是南極洲的山脈，位於帕爾默地西岸，海拔高度1,525米，在936年由英國探險隊發現，該山脈以劍橋大學的植物學教授命名。